# Samuel Drake
Samuel "Sam" Drake, nascido Samuel Morgan, é um personagem fictício da série de jogos eletrônicos, Uncharted, desenvolvidos pela Naughty Dog. Ele é irmão mais velho de Nathan Drake e consequentemente cunhado Elena Fisher e tio de Cassie Drake. Ele foi revelado abertamente pela primeira vez na PlayStation Experience de 2014 e até então não se sabia da existência dele. Samuel aparece pela primeira vez em Uncharted 4: A Thief's End e  retornou em Uncharted: The Lost Legacy. Ele foi o primeiro personagem de apoio da série a ser jogável sem ser em um veículo. Samuel é interpretado por Troy Baker que faz sua dublagem e captura de movimentos, também desempenhando o desenvolvimento da personalidade dele.
Sam originalmente seria o antagonista de Uncharted 4 da mesma forma ele possuía um interprete diferente, Todd Stashwick. Um teaser trailer revelado em 2014 no lançamento do PlayStation 4 mostrava um Sam bem rancoroso e com sede de vingança. No entanto seu design, história e intérprete foram modificados com a saída de Amy Hennig do estúdio. Neil Druckmann e Bruce Straley assumiram a direção do jogo e convocaram Troy Baker que havia trabalhado com eles em The Last of Us como Joel.
Com a promessa de uma DLC canônica e standalone para Uncharted 4 ao estilo Left Behind, surgiram muitos rumores e expectativas de que fosse protagonizado por Sam e Sully. No final o DLC veio a se tornar Uncharted: The Lost Legacy, trazendo Chloe Frazer de volta à ativa juntamente com Nadine Ross e Sam  Drake como personagem de apoio. Mais tarde a Naughty Dog admitiu ter ponderado bastante na possibilidade de trazer Samuel como protagonista do novo título.

## Design do personagem

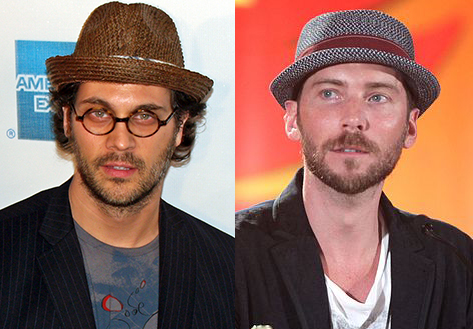
Da esquerda para a direita os dubladores Todd Stashwick e Troy Baker.

Primariamente Amy Hennig quando estava dirigindo Uncharted 4: A Thief's End, ela visava trazer Sam como um dos vilões principais. Ele era parceiro de cela de Rafe Adler e tinha um certo rancor em relação ao seu irmão mais novo por achar que ele tinha o largado para morte em uma prisão panamenha. Mais tarde eles se reconciliariam e juntos enfrentariam Rafe.
Todd Stashwick foi seu primeiro interprete e a aparência do personagem era ligeiramente baseada na dele. Com a saída de Amy do estúdio, Neil Druckmann e Bruce Straley tomaram a frente do projeto. A história foi reformulada e o elenco foi refeito. Após a sucessão, Druckmann ligou para Troy Baker o convidando para trabalhar no título. De início Baker pensava que seria um vilão comum até Neil explicar que ele seria o irmão mais velho de Nathan. Baker é um fã de longa data série desde seu primeiro título e desejava ao menos ser um vilão qualquer. Quando lhe foi revelado que ele seria o irmão mais velho não conseguia crer nas palavras do diretor, e o trabalho lhe foi desafiador não somente por realizar um sonho mas em interpretar um personagem mais velho sendo que ele é mais jovem que o intérprete de seu irmão, Nolan North. Ironicamente de início Troy não se interessava pelo jogo mesmo com um amigo o recomendando, trocando por Assassins' Creed. Com a troca de dublador Samuel foi remodelado, mas dessa vez não tem aparência física aproximada ao seu intérprete, mas sim sua personalidade e trejeitos.

## Atributos

### Personalidade
Samuel apesar do ar rebelde e irresponsável, sempre cuidou de seu irmão da sua própria maneira após ficarem orfãos de mãe e abandonados pelo pai ficando sob guarda do estado em um orfanato católico. Não suportando a restrita rotina católica ele foge deixando Nathan no local, o visitando sempre quando podia, e sobrevivendo com pequenos atos ilícitos. Após se envolver em um acidente com seu irmão, ambos levando a culpa da morte de uma senhora, Sam tem a ideia de mudar o sobrenome deles para Drake para despistar as autoridades e ao mesmo tempo homenagear sua mãe Cassandra Morgan que admirava tanto Sir Francis Drake. Seu amor por história e arqueologia foi disseminado por sua mãe que também era arqueóloga. Crescendo no submundo, ele se torna um ladrão em relíquias antigas e caçador de tesouros. Assim como seu irmão mais novo ele também é amante de aventura, perigo, entendido em história antiga, mas contrário de Nate, Sam é perito em pirataria. Sam também é poliglota falando além de inglês que é seu idioma materno; espanhol, português e latim que ele aprendeu no orfanato. Samuel também ensinou Nate a usar o arpéu e frequentemente se vangloria por ser bom nisso, além de dizer que Nate sabe por causa dele. Samuel às vezes se mostram bem abobalhado de vez em quando contando piadas que só ele acha graça, e possui um grande coração e mantêm uma rivalidade saudável com Nathan a quem chama carinhosamente de "irmãozinho", demonstrando várias vezes se importar muito com Nate. Apesar das similaridades, Sam também possui muitas diferenças comparado a seu irmão, ele é rebelde e imprudente, sendo um usuário ávido de cigarro, mulherengo e às vezes até demonstrando não se importar muito com não conhecidos. E embora haja a rivalidade, Samuel claramente não possui grande destreza que seu irmão tem em combate, escalada e outras habilidades físicas, frequentemente se admirando e elogiando o caçula. Da mesma forma o papel de irmão mais velho e protetor passa a ser desempenhado por Nathan que se torna mais sério e responsável, cuidando e tentando aconselhar Sam. Uma outra disparidade com seu irmão é que Sam possui um sotaque forte de Boston.

### Aparência
Sam tem cabelos castanhos como seu irmão, porém com entradas visíveis, em contrapartida seus olhos são castanhos. Ele também é mais alto que seu irmão e possui o corpo atlético, mas não tão quanto seu caçula que o chama de magricela. Samuel possui algumas tatuagens, uma estrela no tórax, algumas cartas de baralho no braço e umas silhuetas de corvos, todas no canto esquerdo do corpo. Ele provavelmente também tem uma tatuagem perto de suas partes íntimas usando isso para provocar os jogadores em uma de suas falas de escolha no multiplayer. Sam possui um visual despojado usando calças retas por achar as calças atuais muito apertadas. Já para o torso ele costuma usar camisas de botão com uma camisa comum por baixo, em Lost Legacy ele usa uma camisa de botão havaiana.

## Aparições

#### A Thief's End
Samuel faz sua primeira aparição no quarto jogo principal da série que conta um pouco do passado dos irmãos Drake. Samuel e Nathan decidem seguir o trabalho de sua falecida mãe a arqueóloga, Cassandra Morgan em busca da fortuna do pirata Henry Avery. Sam então faz sociedade com o magnata e ladrão de artefatos, Rafe Adler para conseguir financiamento na exploração. Rafe suborna o diretor de um presídio panamenho para os ladrões conseguirem adentrar o presídio e ter acesso à uma torre abandonada que fica no terreno do mesmo. Nate faz inimizade com um chefe de gangue e acaba indo para a solitária, mas de lá Vargas o leva para torre e andes de lhe soltar as algemas ele pede metade do que for encontrado. Drake finge que concorda e assim ele parte para a torre encontrando uma cruz oca com São Dimas. Ao voltar ele finge que não encontrou nada e vai de encontro com seu irmão e Rafe para um local mais privado na prisão. Lá eles são encurralados por outros detentos  até que Vargas chega no local e acabando com a  briga e descobrindo sobre a cruz. Vargas leva os três ladrões para eu escritório e lá eles discutem com Vargas exigindo mais dinheiro do que havia concordado. Rafe diz que aceita e na hora que o cumprimenta para fechar o acordo ele apunhala Vargas o matando, mas Vargas consegue disparar seu revólver chamando atenção. Os três ladrões então fogem do local e percorrem o presídio atrás de um escape, mas Sam acaba sendo alvejado. Nathan fica abalado e não consegue partir mas Rafe consegue o convencer e os dois acabam escapando de seus perseguidores.
Os anos se passaram e Sam ficou tido como morto, Nathan prosseguiu sua vida e parou de trabalhar com Rafe. Quinzes anos depois Sam aparece no trabalho de seu irmão o fazendo uma surpresa e conversam um pouco sobre que haviam feito nesse período separados. Então Samuel conta que está perigo, que ele havia divido a cela com um narcotraficantes chamado Hector Alcázar e que lhe contava a história de Henry Avery e sua fortuna. Alcázar planejou uma fuga e levou Sam consigo mas o obrigou a descobrir a fortuna de Avery em três meses do contrário o encontraria e mataria. Então Sam pede ajuda de Nathan que apesar de preocupado fica receoso já que largou a vida de ladrão e está casado com a repórter Elena Fisher. Nate acaba sendo persuadido e liga para Elena dizendo que havia conseguido permissão para ir fazer um trabalho na Malásia e que estaria partindo imediatamente.
Os irmãos Drake partem e Nate pede ajuda de Victor Sullivan para adentrar um leilão na Itália onde outra cruz de São Dimas seria leiloada. Eles conseguem entrar o local sem levantar suspeitas e enquanto Nate e Sam se separam para executar seu plano de roubo, Sully encontra Nadine Ross e Rafe Adler. Ambos estavam trabalhando juntos em busca do tesouro de Avery e também estavam ali pela cruz. Após o encontro nada amistoso Sam rouba a cruz e Nate enfrenta Nadine sozinho mas consegue escapar e se encontrar com seus parceiros fugindo do local em segurança. Eles descobrem que há mais pistas em um localidade remota da Escócia e partem para lá. Mas descobrem que Adler e Ross sem pistas haviam voltado para essa localidade que que Adler há muito tempo havia comprado para investigar o paradeiro do tesouro mas nunca havia encontrado. Os irmãos conseguem encontrar o que queriam e despistam Ross e seu parceiro.
Os ladrões então partem para Madagáscar em busca de mais pistas e Elena começa a ficar desconfiada com as conversas vagas pelo telefone com seu marido. O trio consegue mais pistas mas acabam tendo seus celulares hackeados por Rafe que consegue todas as pistas dele e parte em uma perseguição contra os mesmos. Os ladrões conseguem sair da enrascada e quando se preparam para partir para outra localidade eles se deparam com Elena. Nathan tenta explicar toda a situação para a esposa mas eles ficam brigados e Sully vai atrás dela enquanto Nate e Sam partem em busca da lendária Libertalia. Eles acabam sendo encurralados pelo exército de Nadine e se separam. Nate começa a repensar toda aquela aventura e achar que aquilo não poderia valer a pena e quando finalmente se encontra com Sam ambos discutem, mas no meio da discussão Nate encontra Libertalia e eles continuam a jornada pelo tesouro. Mas eles acabam sendo surpreendidos novamente por Nadine e em uma luta feroz Sam consegue render Nadine com um revólver quando rafe chega. Sam fica bastante estressado ameaçando matar Ross com um tiro na cabeça mas Nate o impede. O caçula então tenta negociar com Rafe explicando a situação e o magnata conta que Alcázar estava morto, que foi ele quem soltou Sam subornando o novo diretor do presídio, que ele havia trabalhado consigo por longos anos em busca do tesouro de Avery. Os irmãos discutem e Rafe decide matar Nathan mas Sam se mete no meio levando um tiro de raspão no braço mas Nate cai da colina se separando novamente do irmão. Samuel então volta a trabalhar com Rafe chegando na mansão de Avery, eles enfrentam diversas armadilhas e Sam consegue colocar os homens de Ross em uma assim os despistando e fugindo. Elena e Sully estão na ilha em busca dos irmãos Drake e encontram Nate, o ladrão se entende e conta todo o ocorrido para ela e eles partem para salvar o Drake mais velho. Eles encontram Samuel em fuga e o salvam. A família reunida se encontra com Sully e eles decidem deixar o tesouro de Avery para trás, mas Sam apesar de discordar acata com a decisão. Ao tentarem fazer uma travessia de um abismo para o outro, Sam fica para trás e decide encontrar o tesouro sozinho. Nathan fica transtornado mas Elena convence o marido em ajudar seu irmão. Nathan chega na caverna aonde estava o navio e vê Sam partindo em um hovercraft de Nadine rumo ao navio. Rafe irado tenta ir atrás ma Nadine se recusa e ambos discutem com Rafe estapeando o rosto de sua parceira. Então Rafe revela que havia comprado o resto do exército dela e a obriga a ir com ele para o navio. Enquanto está chegando no navio uma explosão ocorre ateando fogo no galeão, ao entrar o ladrão encontra alguns soldados mortos. Mais à dentro do navio ele encontra o irmão desmaiado sobre alguns escombros e então é rendido por Rafe. Nadine então aparece e rende Rafe trancando ele e Nathan sozinhos no compartimento e foge. Rafe fica fora de si pegando uma espada e atacando Nate. Nate tenta ponderar com o antigo parceiro sem êxito, então resolve se defender em em uma luta feroz ele derrota Rafe. Nathan então tenta tirar Sam debaixo do escombro mas não tem sucesso então usa um canhão contra o navio o afundando e quando a água chega no nível de Sam ele consegue tirar o irmão debaixo e ambos escapam do navio e da caverna que começa a colapsar.
Na Baía do Rei em Madagáscar, os irmãos se despedem e Sam escolhe continuar na vida de caçador de tesouros agora ao lado de Sully. De volta ao seu antigo trabalho, Nate descobre que o local havia sido vendido e que ele era o comprador. Sem entender nada mas indagando seu antigo chefe, Elena aparece e lhe conta a história. Ainda confuso Elena lhe mostra uma moeda de ouro de Libertalia e conta que havia várias dessas em sua jaqueta. Aí Nathan cai em si que aquilo era obra de seu irmão. O casal então toma um novo rumo em sua vida se tornando repórter e arqueólogo profissionais e mundialmente renomados.

#### The Lost Legacy
Samuel reaparece na série e mais uma vez como parceiro, dessa vez de Chloe Frazer. Chloe recebe em sua casa um pequeno artefato do Império Hoysala e chama Samuel para trabalhar consigo em busca da Presa de Ganesha que estaria relacionada ao artefato. Asav, um líder terrorista insurgente está em guerra com o governo indiano trazendo muito caos para o país, pilhando lugares históricos também em busca da Presa. Sam sai para investigar sozinho uma cidade indiana perdendo contato com Chloe, e a mesma decide procurar ajuda de algum profissional e então contrata Nadine Ross sem contar a respeito de Sam. Nadine havia perdido a liderança de seu exército e estava precisando de dinheiro para se reerguer novamente assim aceitando o trabalho.  Em meio a muitos desentendimentos elas encontram um prédio aonde Asav estaria guardando seus achados e lá Chloe encontra uma chave criptografada dos Hoysala. Asav encurrala as duas e tenta persuadir Nadine a juntar-se a trabalhar com ele como nos velhos tempos. Nadine declina o convite e Chloe se intromete e oferece seus serviços mas ele a desdenha por ser uma ladra e diz que já tem um profissional trabalhando para ele, logo ele manda seus homens matar as duas mulheres, mas ambas conseguem fugir. Mais uma vez elas as aventureiras discutem porém se resolvem novamente e continuam sua jornada. Em meio de muita adversidade, desavença e de vez em quando algumas afinidades, as duas conseguem prosseguir em sua caçada com Asav sempre em seu encalço. Elas descobrem que a Presa estava em Belur e ao chegar lá Nadine descobre que o profissional que estava com Asav era o próprio Sam. As duas discutem feio, Nadine ainda guardava rusga de Samuel e não confiava nele e achava que Chloe era tão desconfiável quanto ele, então a agride e parte sem ela. Chloe consegue alcançar Nadine e a convence a continuar a parceria. Na entrada de Belur Chloe pede desculpas à Nadine conta sua história, seu pai era um arqueólogo indiano que trabalhava para o Ministério da Cultura do país e era obcecado pela história, chegando a mandar ela e sua mãe embora por achar a investigação perigosa, e que o pequeno artefato que ela vivia brincando era tudo o que tinha sobrado dele. Nadine aceita as desculpas se entendo com Frazer e enfim elas chegam na entrada de Belur, mas para a infelicidade de ambas, Asav já estava lá. Dentro do castelo principal Chloe descobre que o pai dela já havia descoberto o local que a Presa era muito mais do que símbolo de poder e riqueza, era o símbolo de existência do povo, e ela decide impedir Asav de encontrar o tesouro e continuar o trabalho de seu pai honrando seus antepassados. As aventureiras conseguem encontrar a porta para o salão aonde a Presa estava escondida mas são encurraladas por Asav que a junta com Sam. Ross e Drake começam a discutir e Frazer tenta acalmar seus parceiros, Asav os obriga a segui-lo para dentro do salão e faz com que Chloe se sacrifique para conseguir destravar a Presa. Após conseguir o que queria ele arma bombas no local para  inundar o local e prende os três para se afogarem e foge. Com muito esforço os três conseguem escapar e vão atrás do terrorista. Eles descobrem que Asav está trabalhando com Orca que agora era o líder da shoreline, exército que Nadine comandava.  As duas conseguem tomar a Presa de Orca e o interrogam. Orca lhes conta que Asav havia vendido a Presa para ele em troca de uma bomba para aniquilar uma cidade indiana. Após terminar de explicar ele saca uma arma para matar Nadine mas Sam pula na frente a protegendo e ao cair no chão Nadine acerta Orca o matando. Chloe decide parar Asav para salvar a cidade e seus amigos mesmo relutantes decidem ajudá-la. As mulheres entram em um trem em que a bomba estava sendo transportada enquanto Sam tenta despistar alguns soldados do terrorista. Elas conseguem chegar até a cabine da bomba mas não conseguem desarmá-la, então resolvem mudar a rota do trem para um caminho sem fim. Chloe sai do trem e Sam a alcança, ajudando-a a mudar a rota do trem, no entanto ele tenta convencê-la a deixar Nadine dizendo que ela sabe se virar, mas a ladra se recusa querendo voltar para o trem e Samuel dá cobertura para a parceira. As duas mulheres lutam juntas contra Asav o derrotando e o trem cai de uma ponte inacabada com ambas escapando por pouco e Sam chegando ao local para ajudá-las. As duas falam novamente sobre entregar o tesouro para o Ministério da Cultura e Sam de início pensa que é uma piada mas cai em si notando que elas estavam falando sério e tenta convencê-la de vender no mercado negro ou para um colecionador, todavia elas permanecem determinadas.

### Outras mídias
Samuel assim como os demais personagens de Uncharted 4: A Thief's End recebeu uma playlist oficial no Spotify com o lançamento do jogo.

## Recepção
A estréia de Sam Drake na série trouxe muita apreensão entre fãs e profissionais, já que ele nunca havia sido citado na série. Sam esteve ausente enquanto Nathan viajou à Cartagena em busca dos artefatos de Sir Francis Drake, assim levando seu irmão a se tornar protegido de Sully deixando um furo na série. No entanto sua recepção em sua grande parte foi positiva. Tim da Gaming Lives elogiou Sam como um personagem carismático, engraçado e charmoso, que ele é definitivamente um Drake. Mike Holmes da GameReactor disse que Nathan e Sam formam uma dupla carismática, Brodie Fogg da Finder.au acrescentou que Sam é
uma adição bem vinda e que colide com os personagens já amados, Garrett Martin da revista Paste reiterou o entrosamento do personagem no elenco. Quibian Salazar-Moreno da Gamecrate afirmou que ele e sua equipe adoraram Sam.  Sam Loveridge da DigitalSpy  concordou dizendo que Sam foi um adição interessante aos demais personagens. A GameFanatics e a Gamingbolt salientaram o bom coração de Samuel assim como a capacidade de mexer com quem não deve e meter o irmão em problemas. Thiago Romariz da The Enemy também enfatizou o bom coração do ladrão, ao mesmo tempo que é transparece um típico anti-herói com jeito de irmão mais velho rebelde, mentiras sinceras, desculpas bem elaboradas e bom de lábia, e que suas manias é que trazem o âmago de Uncharted 4.
O site Stack-Up. org elogiou a performance de Troy Baker dizendo que foi a melhor da carreira dele até o momento. Baker recebeu várias indicações pelo seu desempenho, concorrendo inclusive com seus parceiros Nolan North e Emily Rose pela Golden Joystick Awards, BTVA Voice Acting Awards, British Academy Games Awards e pela TecMundo.

### Comparações com outros personagens
Diego Borges da Techtudo acrescentou que Sam apesar de ser bem parecido com Nathan ele é carregado de personalidade própria e que sua adição caiu como uma luva.  Mike Williams da UsGamers também compara os irmãos, dizendo que Sam é o desejo de ação e exploração do caçula.